# Бывальцев, Михаил Николаевич
Михаи́л Никола́евич Быва́льцев — удмуртский музыкальный деятель, композитор и фольклорист.

## Биография
Михаил Николаевич Бывальцев родился в крестьянской семье деревни Петухово (ныне — на территории Балезинского района Удмуртской Республики). С детства полюбил народную песни, чему, судя по всему, поспособствовал его отец, который играл на балалайке, бубне, деревянных ложках.
С 1932 году учился на театральном отделении Ижевского театрально-художественного техникума. В 1935 году поступил в Московскую консерваторию на дирижёрско-хоровой факультет. Окончил консерваторию в самый канун Великой Отечественной войны, в июне 1941 года, став первым музыкантом-удмуртом с высшим образованием.
С первых дней войны принял участие в организации народного ополчения под Москвой, добровольцем ушёл на фронт. В конце 1941 года пропал без вести.

## Творчество
Михаил Николаевич Бывальцев известен как энтузиаст-собиратель удмуртского музыкального фольклора. Первый опыт собирания им песен относится ещё ко времени обучения в театрально-художественном техникуме: он принял участие в фольклорной экспедиции под руководством Дмитрия Степановича Васильева-Буглая. С этого времени Бывальцев при любой возможности записывал песни: дома, по приезде из Москвы на каникулы и даже в Москве от удмуртского певца Григория Титова, который в то время учился в консерватории.
Летом 1936 года Бывальцев принял участие в организации Удмуртского ансамбля песни и пляски (ныне — Государственный Академический ансамбль песни и танца Удмуртской Республики «Италмас»): вместе с будущим руководителем ансамбля Аполлоном Васильевичем Каторгиным ездил по районам Удмуртии, помогая отбирать голоса для хора.
Помимо собирания песен, Бывальцев пробовал свои силы в сочинении мелодий на удмуртские тексты. Среди них — песня «Ӵукна» (в переводе с удм. — «Утро») на стихи Ивана Дядюкова, впоследствии послужила основой обработки Германа Корепанова для голоса и фортепиано, а также получившая известность во второй половине 1930-х годов песня «Ужась шеф» (с удм. — «Рабочий шеф»).
Бывальцев подготовил два сборника удмуртских народных песен.